# Mycena occulta
Mycena occulta är en svampart som tillhör divisionen basidiesvampar, och som beskrevs av Harmaja. Mycena occulta ingår i släktet Mycena, och familjen Favolaschiaceae. Enligt den finländska rödlistan är arten nära hotad i Finland. Arten har ej påträffats i Sverige. Artens livsmiljö är torr eller mesisk örtrik skog.